# S.L. Benfica
Sport Lisboa e Benfica, ili kraće Benfica, je nogometni klub iz Lisabona. Član je istoimenog športskog društva, koje je po njegovom nogometnom odjelu i najpoznatije u svijetu. 
Klupska je himna Ser Benfiquista.
Benfica je dvostruki prvak Europe, a 36 puta je bila i prvak Portugala. Njezini najveći rivali su Sporting Lisabon i Porto. Prijateljski je klub sa splitskim Hajdukom[nedostaje izvor].
Navijači koji sebe nazivaju Иo Иame Boys u prijateljskim su odnosima sa splitskom Torcidom nazivajući sebe 'krvnom braćom' (blood brothers), što je proisteklo iz jednog događaja koji se zbio početkom rata u Hrvatskoj, kada su poginula trojica navijača Benfice. Na uzvratnoj utakmici Torcida je došla na stadion Benfice s cvijećem, nakon čega je započelo pravo prijateljstvo između ove dvije navijačke skupine.

## Klupski uspjesi

### Domaći uspjesi
Prvenstvo Portugala:
- Prvak (38): 1935./36., 1936./37., 1937./38., 1941./42., 1942./43., 1944./45., 1949./50., 1954./55., 1956./57., 1959./60., 1960./61., 1962./63., 1963./64., 1964./65., 1966./67., 1967./68., 1968./69., 1970./71., 1971./72., 1972./73., 1974./75., 1975./76., 1976./77., 1980./81., 1982./83., 1983./84., 1986./87., 1988./89., 1990./91., 1993./94., 2004./05., 2009./10., 2013./14., 2014./15., 2015./16., 2016./17., 2018./19., 2022./23.

Campeonato de Portugal:
- Pobjednik (3): 1929./30., 1930./31., 1934./35.

Kup Portugala (Taça de Portugal):
- Osvajač (26): 1940., 1943., 1944., 1949., 1951., 1952., 1953., 1955., 1957., 1959., 1962., 1964., 1969., 1970., 1972., 1980., 1981., 1983., 1985., 1986., 1987., 1993., 1996., 2004., 2014., 2017.

Portugalski liga-kup (Taça da Liga):
- Osvajač (8): 2009., 2010., 2011., 2012., 2014., 2015., 2016., 2025.

Superkup Portugala (Supertaça Cândido de Oliveira):
- Osvajač (9): 1980., 1985., 1989., 2005., 2014., 2016., 2017., 2019., 2023., 2025.

Prvenstvo Lisabona:
- Prvak (10): 1910., 1912., 1913., 1914., 1916., 1917., 1918., 1920., 1933., 1940.

Kup "Taça de Honra": 
- Osvajač (18): 1920., 1922., 1963., 1965., 1967., 1968., 1969., 1972., 1973., 1974., 1975., 1978., 1979., 1980., 1982., 1984., 1986., 1988.

Kup "Ribeiro dos Reis":
- Pobjednik (3): 1964., 1966., 1971.

Regionalno prvenstvo, za rezerve (42): 1910., 1911., 1913., 1914., 1915., 1916., 1918., 1919., 1920., 1921., 1922., 1927., 1929., 1931., 1936., 1939., 1941., 1943., 1945., 1949., 1950., 1953., 1954., 1957., 1958., 1963., 1964., 1965., 1966., 1970., 1971., 1972., 1975., 1976., 1977., 1978., 1979., 1980., 1981., 1982., 1987., 1993. 
Kup Latina
- Pobjednik: 1950.
- Finalist: 1957.

Iberijski kup:
- Pobjednik: 1983.
- Finalist: 1991.

### Europski uspjesi
EUFA Kup/Liga prvaka:
- Prvak (2): 1960./61., 1961./62.
- Finalist (5): 1962./63., 1964./65., 1967./68., 1987./88., 1989./90.

Kup UEFA: 
- Finalist (1): 1982./83.

UEFA Europska liga:
- Finalist (2): 2013., 2014.

Interkontinentalni kup:
- Finalist (2): 1961., 1962.

## Međunarodna finala
| godina    | natjecanje             | mjesto                 | pobjednik             | rezultat (pob:por) | poraženi           |
| --------- | ---------------------- | ---------------------- | --------------------- | ------------------ | ------------------ |
| 1950.     | Latinski kup           | Lisabon                | Benfica               | 3:3, 2:1           | Girondins Bordeaux |
| 1957.     | Latinski kup           | Madrid                 | Real Madrid           | 1:0                | Benfica            |
| 1960./61. | Kup prvaka             | Bern                   | Benfica               | 3:2                | Barcelona          |
| 1961.     | Interkontinentalni kup | Lisabon Montevideo     | Peñarol Montevideo    | 0:1, 5:0           | Benfica            |
| 1961./62. | Kup prvaka             | Amsterdam              | Benfica               | 5:3                | Real Madrid        |
| 1962.     | Interkontinentalni kup | Rio de Janeiro Lisabon | Santos                | 3:2, 5:2           | Benfica            |
| 1962./63. | Kup prvaka             | London                 | Milan                 | 2:1                | Benfica            |
| 1964./65. | Kup prvaka             | Milano                 | Internazionale Milano | 1:0                | Benfica            |
| 1967./68  | Kup prvaka             | London                 | Manchester United     | 4:1                | Benfica            |
| 1982./83. | Kup UEFA               | Bruxelles Lisabon      | Anderlecht Bruxelles  | 1:0, 1:1           | Benfica            |
| 1983.     | Iberijski kup          | Bilbao Lisabon         | Benfica               | 1:2, 3:1           | Athletic Bilbao    |
| 1987./88. | Kup prvaka             | Stuttgart              | PSV Eindhoven         | 0:0 (6:5 11 m)     | Benfica            |
| 1989./90. | Kup prvaka             | Beč                    | Milan                 | 1:0                | Benfica            |
| 1991.     | Iberijski kup          | Lisabon Madrid         | Atlético Madrid       | 1:1, 3:2           | Benfica            |
| 2012./13  | Europska liga          | Amsterdam              | Chelsea               | 2:1                | Benfica            |
| 2013./14  | Europska liga          | Torino                 | Sevilla               | 0:0 (4:2 11 m)     | Benfica            |

## Najpoznatiji igrači
Najveći i najpoznatiji portugalski igrač svih vremena, a koji je igrao i za Benficu je Eusebio, dok su ostali poznati igači Benfice:
- Chalana
- Mário Coluna
- Germano
- Costa Pereira
- Valdo Filho
- Humberto Coelho
- José Augusto Torres
- António Simoes
- José Águas
- José Augusto
- Jaime Graça
- José Henrique
- Toni
- Artur Jorge
- Shéu Han
- Michel Preud'Homme
- Rui Costa
- Paulo Sousa
- Joao Pinto
- Vítor Paneira
- Karel Poborský
- Rui Águas
- Jonas Thern
- Stefan Schwarz
- António Veloso
- Manuel Bento
- Dimas Teixeira
- Domiciano Cávem
- Carlos Mozer
- Elzo
- Ricardo Gomes
- Hugo Leal
- Minervino Pietra
- Tamagnini Nené
- Mats Magnusson
- Álvaro Magalhaes
- Vítor Baptista
- Diamantino Miranda
- Carlos Manuel

Iako svojim igračkim umijećem se nije isticao kao gornji igrači, po tragičnoj smrti na terenu je ostao upamćen i "Benficin" igrač Miklós Fehér.

## Vanjske poveznice
- Službene stranice